# Історія Сан-Марино
Сан-Марино -  унікальна  держава  в  Європі.  Вона  дуже  маленька  та  існує  вже  17  століть.

## Середні віки
Згідно з  легендою,  країну  заснував  3 вересня 301 р.  скульптор-каменяр  з  далматського  острова  Раб  Святий Марин.  Згодом  церква  канонізувала  його.  Назва  «Республіка Сан-Марино»  задується  в  документах  ще  з  885 р.  Населення  існувало  як  незалежна  громада  до  12  ст.   У  1291 р. папа  римський   Микола IV  визнав  незалежність  Сан-Марино.

## Нова історія
Чинну  й  досі  конституцію  прийняли  8 жовтня 1600 р.  Зміни  до  неї  вносились  у  1906 р.  У  1739 р.  була  окупована  папськими  військами,  однак  народне  повстання  змусило  їх  відступити.  1740 р.  папа  Климент XII  визнав  незалежність  Сан-Марино.   Італія  визнала  незалежність  Сан-Марино  22 березня 1862 р.

## Новітня історія
У  роки  1-ї світової війни  сан-маринське  військо (15 солдатів)  було  на  боці  Антанти.  Під  час  2-ї світової  республіка  була  на  боці  Італії,  оголосивши  війну  в  1940 р. В.Британії.  Пізніше  Сан-Марино  оголосило  нейтралітет  незадовго  перед  капітуляцією  Італії  29 вересня 1943 р.  З  10  серпня  по  21  вересня  1944   країну  тимчасово  окупували  німецькі  війська,  після  яких  пришли  американські.  Вони  покинули  територію  Сан-Марино  20 жовтня  1944 р.
Сан-Марино  дотримується  політики  нейтралітету  та  неприєднання.  Підтримуються  найтісніші  зв'язки з  Італією.  Протягом  1978-1986  рр.  при  владі  була  коаліція  лівих  партій,  у  1986-1998  -  коаліція  комуністів  і  християнських  демократів,  відтоді  -  коаліція  соціалістів  і  християнських  демократів.